# 유엔 안전 보장 이사회 결의 제701 ~ 800호 목록
다음은 유엔 안전 보장 이사회에서 1991년 7월 31일부터 1993년 1월 8일까지 결의된 제701~800호 결의안의 목록이다.

## 문서가 있는 결의안 목록
- 유엔 안전 보장 이사회 결의 제717호(1991년 10월 16일)
- 유엔 안전 보장 이사회 결의 제731호(1992년 1월 21일)
- 유엔 안전 보장 이사회 결의 제748호(1992년 3월 31일)